# Port lotniczy Nowy Orlean-Louis Armstrong
Port lotniczy Nowy Orlean-Louis Armstrong (Louis Armstrong New Orleans International Airport, IATA: MSY, ICAO: KMSY) – port lotniczy położony w Kenner, 19 km na zachód od Nowego Orleanu, w stanie Luizjana, w Stanach Zjednoczonych. Armstrong International jest głównym portem lotniczym dla obszaru metropolitarnego Nowego Orleanu i południowo-wschodniej Luizjany. Lotnisko było wcześniej znane jako Moisant Field.
Znajdując się na wysokości 1,4 m n.p.m., MSY zajmuje 2. miejsce w rankingu najniżej położonych lotnisk międzynarodowych na świecie, ustępując jedynie Schiphol w Amsterdamie w Holandii, który znajduje się jedenaście metrów pod poziomem morza. Przed huraganem Katrina, MSY obsługiwało 9,7 mln pasażerów rocznie. W 2009 roku obsłużył 7 781 678 pasażerów, co stanowi spadek o 2,3% w stosunku do roku poprzedniego.
W lutym 2008 roku, U.S. News & World Report w rankingu doświadczenia podróży MSY uplasował się na miejscu 4 z 47 najbardziej ruchliwych lotnisk Stanów Zjednoczonych opiera się na stosunkowo niewielką liczbę opóźnień lotów i często niższych obciążeniach na pokładzie lotu.
Port lotniczy Nowy Orlean-Louis Armstrong był kiedyś główną bramą do Ameryki Łacińskiej ze Stanów Zjednoczonych. Obecnie w większości przebiega przez inne miasta, które służą jako centra dla światowych linii lotniczych.
MSY otwarto po II wojnie światowej, zastępując starszy Port lotniczy Nowy Orlanen-Lakefront (który zachował kod NEW) jako główne lotnisko miasto. MSY został przemianowany w 2001 roku na Louis Armstrong, znanego muzyka jazzowego z Nowego Orleanu. Biuro National Weather Service dla tego obszaru znajduje się na MSY, ale przeniosło się do dzielnicy Slidell, a teraz używa nie lotniskowych kodów LIX i KLIX.

## Historia

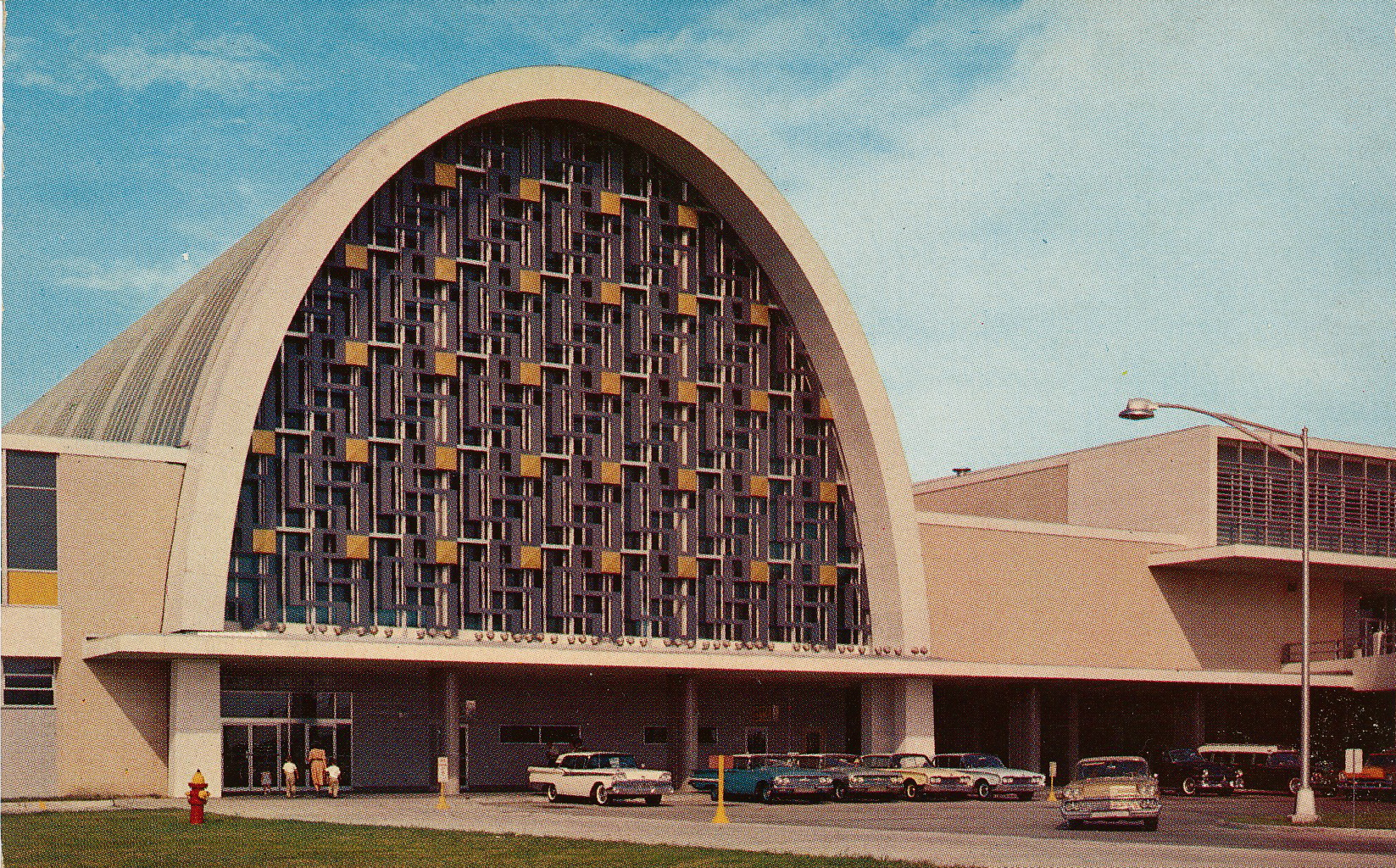
Lotnisko w latach 60. XX wieku

Lotnisko pierwotnie nazwane na cześć śmiałka lotnika Johna Moisanta, który zmarł w 1910 roku w katastrofie lotniczej na tej ziemi (w tym czasie znajdowała się tam farma). Jego kod IATA MSY pochodzi od Moisant Stock Yards, jak Lakefront Airport zachował kod „NEW”.
Plany dla Moisant Pole rozpoczęto w 1940 roku, jako dowód, że istniejące, starsze lotnisko Shushan (Port lotniczy Nowy Orlean-Lakefront) musiało zostać rozbudowane lub zmienione. Wraz z nadejściem II wojny światowej ziemia stała się bazą lotniczą rządu. Wróciła do kontroli cywilnej po wojnie, i komercyjne usługi rozpoczęto z Moisant Pole w maju 1946.
W dniu 19 września 1947 lotnisko zostało czasowo zamknięte, gdyż zostało zanurzone na wysokość dwóch stóp wodą w wyniku uderzenia w 1947 roku huraganu.
Począwszy od 1946 roku, i przez następne trzynaście lat, pasażerowie byli odprawiani w dużym, podobnym do hangaru prowizorycznym budynku, aż do nowego głównego kompleksu terminala otwartego w 1959 roku pod koniec administracji prezydenta DeLesseps „Chep” Morrisona. Istotna część tej struktury nadal stanowi większość obecnych budynków.
Oficjalny Przewodnik lotniczy do kwietnia 1957 pokazuje 26 lotów tygodniowo Delty, 25 Eastern, 11 National, 5 Capital, 4 Southern i 3 Braniff. Pan Am miał sześć lotów w tygodniu, a TACA miał cztery.
16 listopada 1959 Lot 967 National Airlines, Douglas DC-7 z Tampa do Nowego Orleanu, rozbił się w Zatoce Meksykańskiej.
Podczas panowania następcy Morrison, Vic Schiro, formalne sponsorowane przez rząd badania mające na celu ocenę możliwości przenoszenia Portu lotniczego Nowy Orlean-Louis Armstrong w nowym miejscu, równocześnie z podobnych działań, które zostały ostatecznie zakończone sukcesem w Houston (Port lotniczy Houston-George Bush) i Dallas (Port lotniczy Dallas-Fort Worth). Jednym z miejsc planowanego nowego lotniska było Eastern New Orleans i sztuczna wyspa, która miała powstać na południe od I-10 i na północ od U.S. Route 90 w zatoce jeziora Pontchartrain. Jednak na początku lat 70. XX wieku zdecydowano, że obecne lotnisko powinno zostać rozbudowane, a nie, co prowadzi do budowy przedłużonego głównego terminalu w obszarze sprzedaży biletów, drogi dojazdowej łączącej terminal lotniska z I-10, a dzisiejsze pirsy A i B. Burmistrz Nowego Orleanu Sidney Barthelemy (1986-1994), później ponownie wprowadził, pomysł budowy nowego międzynarodowego portu lotniczego dla miasta, z uwzględnieniem innych miejsc w Nowym Orleanie, jak również w Northshore na przedmieściach St. Tammany Parish. Tylko kilka miesięcy przed nadejściem huraganu Katrina, burmistrz Ray Nagin ponownie zaproponował nowe lotnisko w Nowym Orleanie, tym razem na zachód w Montz. Inicjatywy te spotkały ten sam los co w latach 60. XX wieku.
Historycznie, Eastern Air Lines prowadziło, kompleksową obsługę z MSY, w tym Boeing 727 Whisperjet do Dallas, Tampa, Miami, jak również do Nowego Jorku i Atlanty. Wykorzystanie takich samolotów jak 727, Douglas DC-8 i DC-10 National Airlines w różnych okresach latały to Miami, Amsterdamu, Tampa, Houston, Las Vegas, Los Angeles, San Diego i San Francisco. Do 1979, Southern Airways Douglas DC-9 z lotnisko utrzymywały swoją regionalną sieć na krótkich dystansach. Delta Air Lines stała się wiodącym przewoźnikiem na MSY, i od lat obsługuje więcej pasażerów z Nowego Orleanu niż jakakolwiek inna linia lotnicza. Jej bezpośrednie połączenia do Nowego Jorku, Chicago i Los Angeles z Nowego Orleanu były reklamowane przez dziesięciolecia w widocznym billboardzie umieszczonym na Canal Street w centrum miasta. Southwest Airlines teraz obsługuje większość pasażerów w Nowym Orleanie.
W dniu 11 lipca 2001 lotnisko zostało przemianowane na cześć muzyka jazzowego Louisa Armstronga z okazji setnej rocznicy jego urodzin.

## Terminale i pirsy
Port lotniczy Louis Armstrong posiada dwa terminale, Wschodni i Zachodni, które łączy główna aleja biletowa. Oprócz tego istnieją cztery pirsy, A, B, C i D.

### Pirs A
Pirs A otwarto w 1975 roku i posiada 6 bramek: A1, A3, A5, A6, A7, A8. Ten pirs został bezterminowo zamknięty dla ruchu lotniczego. Istnieją plany przekształcenia pirsu na biura portu lotniczego w ramach bieżących działań mających na celu przebudowę restrukturyzacji lotniska, aby w końcu korzystać z jednego punktu kontrolnego TSA i ułatwić dostęp do nowego „centrum handlowego” i obszaru koncesji w obecnym pirsie D na przestrzeni check-in.

### Pirs B
Pirs B został otwarty w 1975 roku i posiada 13 bramek: B1 – B13. Pirs B ostatecznie planuje się wykorzystywać wyłącznie do operacji czarterowych, regularni przewoźnicy (US Airways, AirTran Airways i Southwest) mają przenieść się do pirsów C i D.

### Pirs C
Obsługuje wszystkie bezpośrednie loty międzynarodowe. Pirs zawiera zarówno wspólnie wykorzystywane i bramy i rękawy, dostępne dla połączeń regularnych i czarterowych. Był on również przebudowany w 2007 roku, po uszkodzeniu przez tornado w lutym 2006.
Pirs C otwarty został w 1991 roku i ma 15 bramek: C1 – C12, C14 – C16

### Pirs D
Ostatni pirs D, otwarty został w 1997 roku i mieści Air Delta Air Lines Sky Club, jedyny taki klub linii na lotnisku. Pirs D jest również w trakcie rozbudowy o dodatkowo 6 bramek. Dzięki tej budowie, niektóre loty z pirsu D zostały tymczasowo przeniesione do bramek w przepełnioniej hali przylotów międzynarodowych (C).
Pirs D posiada 7 bramek: D1 – D6 i D8.

## Transport
Autobusowe połączenia między lotniskiem i centrum miasta Nowy Orlean jest świadczone przez Jefferson Transit, autobus E-2. Lotnisko posiada również usługi taksówek dostarczone przez trzy podmioty, które mają stały rozkład cen (33 $ za pierwsze dwie osoby, 14 dolarów za każdego dodatkowego pasażera). Wszystkie taksówki obsługujące te lotnisko są zobowiązane do przyjmowania kart kredytowych dla wszystkich świadczonych usług.

## Linie lotnicze i połączenia
- Air Canada Jazz (Toronto-Pearson)
- AirTran Airways (Atlanta, Baltimore, Milwaukee [sezonowo])
- American Airlines (Chicago-O’Hare, Dallas/Fort Worth, Miami)
- Continental Airlines (Houston-Intercontinental, Newark)
- Continental Express obsługiwane przez ExpressJet Airlines (Cleveland, Houston-Intercontinental, Newark)
- Delta Air Lines (Atlanta, Detroit, Los Angeles, Memphis, Minneapolis/St. Paul [sezonowo], Nowy Jork-LaGuardia, Salt Lake City [sezonowo])
- Delta Connection obsługiwane przez Atlantic Southeast Airlines (Atlanta, Memphis)
- Delta Connection obsługiwane przez Chautauqua Airlines (Kansas City)
- Delta Connection obsługiwane przez Comair (Cincinnati/Northern Kentucky, Waszyngton-National)
- Delta Connection obsługiwane przez Compass Airlines (Minneapolis/St.Paul)
- Delta Connection obsługiwane przez Mesaba Airlines (Minneapolis/St.Paul)
- Delta Connection obsługiwane przez Pinnacle Airlines (Memphis)
- Delta Connection obsługiwane przez SkyWest (Salt Lake City)
- Frontier Airlines (Denver) [sezonowo]
- Frontier Airlines obsługiwane przez Republic Airlines (Kansas City)
- JetBlue Airways (Boston, Nowy Jork-JFK)
- Southwest Airlines (Baltimore, Birmingham (AL), Chicago-Midway, Dallas-Love, Denver, Fort Lauderdale, Houston-Hobby, Las Vegas, Los Angeles, Nashville, Orlando, Phoenix, St. Louis, Tampa)
- United Airlines (Chicago-O’Hare, Denver, Los Angeles, San Francisco, Waszyngton-Dulles)
- United Express obsługiwane przez GoJet Airlines (Chicago-O’Hare, Denver, Waszyngton-Dulles)
- United Express obsługiwane przez Shuttle America (Chicago-O’Hare, Newark, Waszyngton-Dulles)
- United Express obsługiwane przez SkyWest (Chicago-O’Hare, Denver, Waszyngton-Dulles)
- US Airways (Charlotte, Filadelfia)
- US Airways Express obsługiwane przez Republic Airways (Charlotte, Waszyngton-National)

### Cargo
- Ameriflight (Houston)
- FedEx Express (Fort Worth, Memphis, Shreveport)
- UPS Airlines (Louisville)

## Statystyki
| Miejsce | Miasto               | Pasażerów | Przewoźnicy                 |
| ------- | -------------------- | --------- | --------------------------- |
| 1       | Atlanta, GA          | 562 tys.  | AirTran, Delta              |
| 2       | Houston, TX (Bush)   | 419 tys.  | Continental                 |
| 3       | Houston, TX (Hobby)  | 276 tys.  | Southwest                   |
| 4       | Dallas, TX (DFW)     | 232 tys.  | American                    |
| 5       | Denver, CO           | 211 tys.  | Frontier, Southwest, United |
| 6       | Charlotte, NC        | 201 tys.  | US Airways                  |
| 7       | Dallas, TX (Love)    | 184 tys.  | Southwest                   |
| 8       | Chicago, IL (O’Hare) | 168 tys.  | American, United            |
| 9       | Orlando, FL          | 125 tys.  | Southwest                   |
| 10      | Baltimore, MD        | 121 tys.  | AirTran, Southwest          |